# أيه جاي سلاتر
أيه جاي سلاتر (بالإنجليزية: A. J. Slaughter) مواليد 3 أغسطس 1987 في لويفيل، هو لاعب كرة سلة أمريكي. بدأ مسيرته الاحترافية في سنة 2010. يلعب مع ستراسبورغ أي جي. يحمل الرقم 8.

## المسيرة الاحترافية
لعب مع بييلا لكرة السلة في موسم 2010–2011، ثم لعب مع شوليه باسكت في الدوري الفرنسي في موسم 2012–2013، ثم لعب مع إلان شالون في موسم 2013–2014، ثم لعب مع نادي باناثينايكوس لكرة السلة في موسم 2014–2015، ثم لعب مع بانفيت لكرة السلة في الدوري التركي في موسم 2015–2016، ثم لعب مع ستراسبورغ أي جي في الدوري الفرنسي في سنة 2016.

## الإنجازات
- كأس اليونان : الفوز 2015

## روابط خارجية
- أيه جاي سلاتر على موقع الاتحاد الدولي لكرة السلة (الإنجليزية)
- أيه جاي سلاتر على موقع الدوري الأوروبي لكرة السلة (الإنجليزية)
- أيه جاي سلاتر على موقع الدوري الإسباني لكرة السلة (الإسبانية)
- أيه جاي سلاتر على موقع كرة السلة الأوروبية.كوم (الإنجليزية)
- أيه جاي سلاتر على موقع كلية كرة السلة في سبورتس رفرنس.كوم (الإنجليزية)
- أيه جاي سلاتر على موقع ريلجم (الإنجليزية)
- أيه جاي سلاتر على موقع بروبوليرز (الإنجليزية)
- أيه جاي سلاتر على موقع سبورتس رفرنس (الإنجليزية)